# Kasteel Viljandi
Het Kasteel Viljandi (Ests: Viljandi ordulinnus) was een middeleeuws kasteel in Viljandi. Het kasteel werd gebouwd in 1225 op een oud heuvelfort en ontwikkelde zich grotendeels in de 16e eeuw. Tegenwoordig zijn nog maar enkele muren van het kasteel intact. Sinds 1863 zijn de kasteelruïnes onderdeel van een openbaar park.

## Hangbrug van Viljandi
In 1879 werd door het Letse bedrijf Fester & Co een 50 meter lange hangbrug gebouwd die de kasteelruïnes verbindt met de rest van het park. De brug werd een populaire bezienswaardigheid onder de Estse bevolking. In 1995 werd de brug gerestaureerd.